# Xlet
Xlet – pojęcie podobne do apletu i przyjmuje się je jako format aplikacji Java dla MHP i cyfrowego standardu TV. Jak w apletach, interfejs Xlet-u pozwala zewnętrznemu źródłu (menedżer aplikacji w przypadku cyfrowego odbiornika TV) rozpocząć i zatrzymać aplikację, jak również kontrolować ją w trakcie działania. 
Podobnie jak klasa apletu, Xlet ma metody, które pozwalają menedżerowi aplikacji inicjalizować, rozpoczynać i zatrzymywać i zakańczać Xlet:
- initXlet (XletContext context)
- startXlet
- pauseXlet
- destroyXlet (boolean arg0)

Są jednak ważne różnice, między Xlet-ami i apletami. Największa z nich jest taka, że Xlet może zostać zarówno zatrzymany jak i wznowiony. Przyczyna jest bardzo prosta - w środowisku takim jak cyfrowy odbiornik TV kilka aplikacji może wykonywać się równocześnie, jednak ograniczenia sprzętowe oznaczają, że tylko jedna z tych aplikacji może być widoczna w tym samym czasie. Niewidoczne aplikacje muszą zostać zatrzymane na żądanie, aby zwolnić zasoby dla aplikacji, która jest widoczna.